# GEM (fönstersystem)

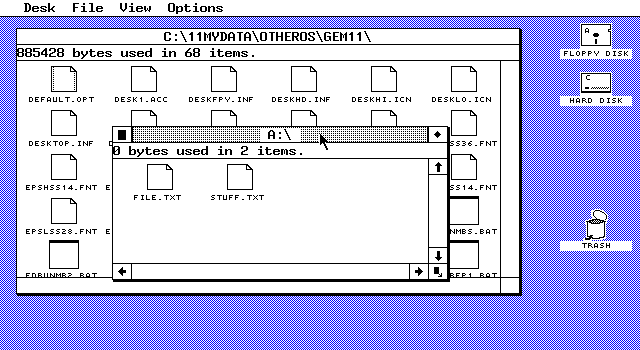
GEM 1.1

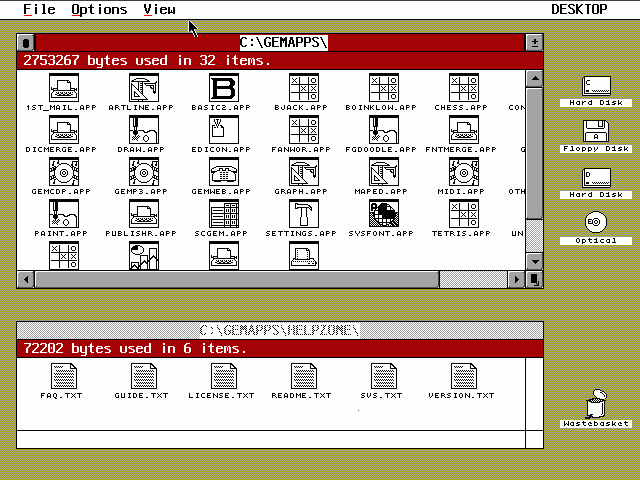
OpenGEM 5.

GEM (Graphics Environment Manager) är ett fönstersystem skapat av Digital Research (kända för bland annat CP/M och DR-DOS). GEM körs på PC med MS-DOS samt ett antal Atarimodeller, till exempel ST, TT, STacy och Falcon.
GEM är numera tillgängligt under den fria licensen GPL, i form av OpenGEM.